# Popołudnie fauna (balet)

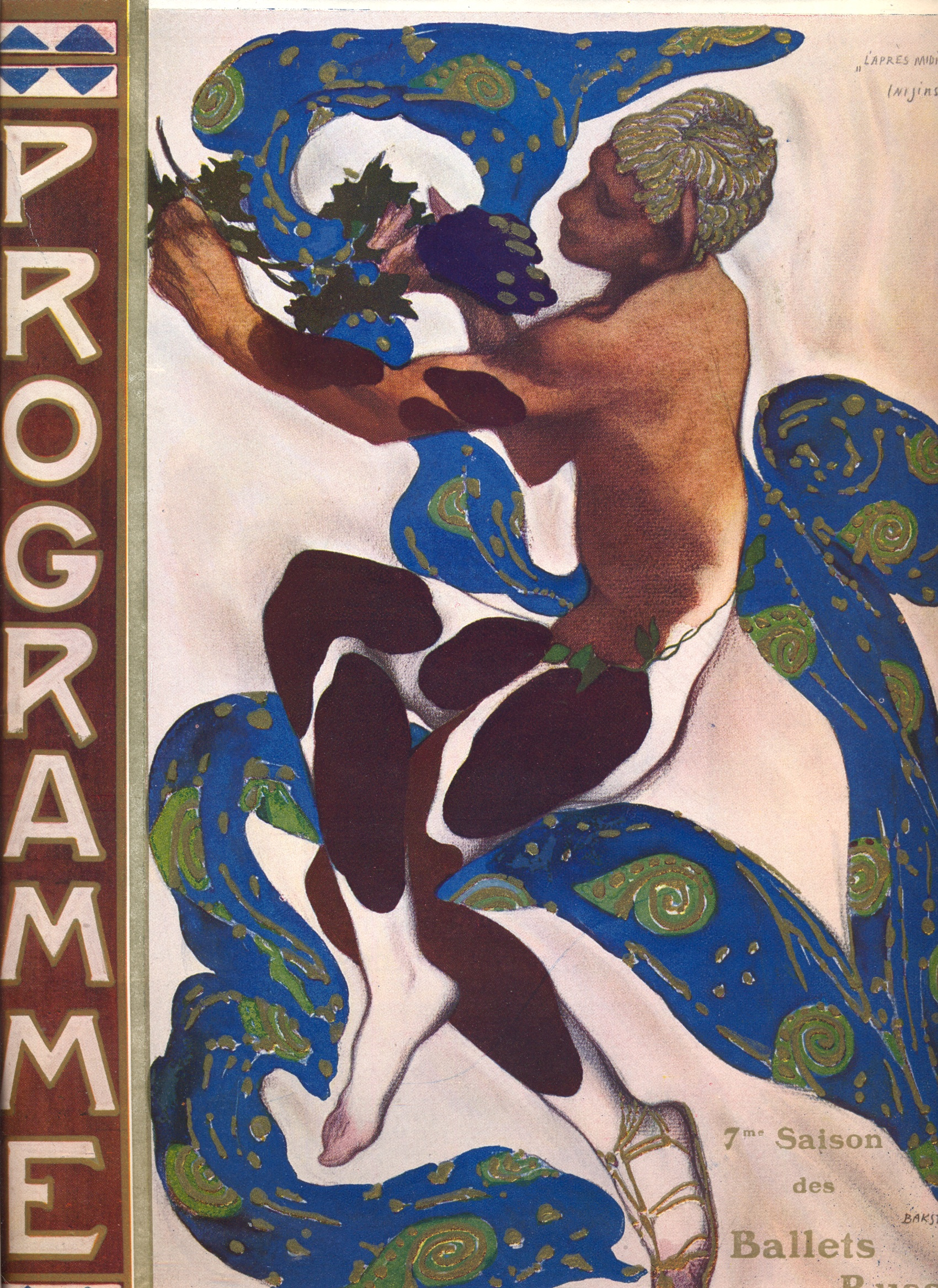
Ilustracja z programu baletu, Léon Bakst

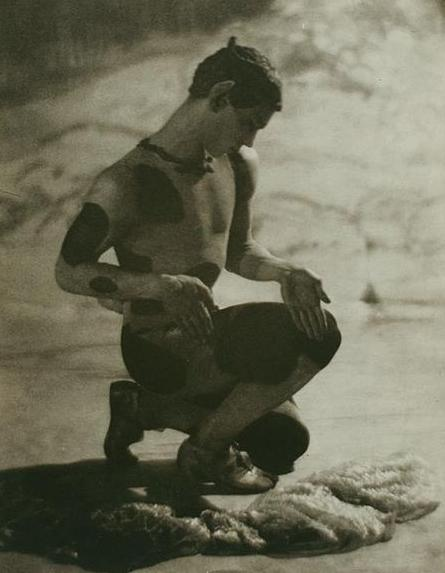
Wacław Niżyński jako Faun

Popołudnie fauna (fr. L’après-midi d’un faune) - balet, choreograficzny obraz w 1 akcie. Prapremiera odbyła się 29 maja 1912 w Théâtre du Châtelet w Paryżu, wystawiana przez zespół baletowy Ballets Russes. W Polsce pierwsze przedstawienie odbyło się w poznańskim Teatrze Wielkim z udziałem zespołu Jana Cieplińskiego.
Libretto i choreografię stworzył Wacław Niżyński, scenografię Léon Bakst. Muzykę stanowił poemat symfoniczny Claude Debussy’ego Preludium do „Popołudnia fauna” (1894). Balet był inspirowany poematem L’après-midi d’un faune (1876), napisanym przez Stéphane’a Mallarmégo. Wszystkie te trzy dzieła – poemat, preludium i balet – zajmują centralną pozycję w swoich gatunkach artystycznych i mają istotny udział w rozwoju sztuki współczesnej.
Balet opowiada historię fauna, który spotyka igrające nimfy. Stworzenia te były bardzo piękne, więc faun zapragnął bawić się razem z nimi. Z początku boją się go i uciekają. Jedna z nich, najmniej wstydliwa, powraca do niego i podaje mu nieśmiało rękę. Gdy tylko to zrobi, przestraszona ucieka, gubiąc swoją chustę. Zmartwiony i zawiedziony faun zatrzymuje jedyny ślad obiektu swoich westchnień, wyobrażając sobie piękną nimfę.
Sztuka wzbudziła niemałe kontrowersje spowodowane scenami przedstawiającymi uniesienie miłosne fauna pod koniec baletu. Gaston Calmette, redaktor Le Figaro stanowczo krytykował choreografię z powodów moralnych, zaś Auguste Rodin miał zupełnie odmienne zdanie. Amerykańska premiera 17 stycznia 1916 roku również spotkała się z krytyką The Catholic Theatre Movement. Zadecydowano, że zakończenie powinno zostać zmienione na bardziej neutralne, w rezultacie powstały dwie wersje baletu.

## Odniesienia w popkulturze
Kreacja Wacława Niżyńskiego w "Popołudniu fauna" stała się inspiracją dla środkowego fragmentu teledysku do piosenki I Want to Break Free grupy Queen.